# Demostració que e és irracional
En matemàtica, el desenvolupament en sèrie del nombre e
{\displaystyle e=\sum _{n=0}^{\infty }{\frac {1}{n!}}}
pot ser utilitzat per a provar que e és un nombre irracional.
Suposem per a l'absurd que sigui e = a/b, per a uns enters positius a i b.
Considerem el nombre
{\displaystyle x:=b\,!\left(e-\sum _{n=0}^{b}{\frac {1}{n!}}\right)=b\,!\left({\frac {a}{b}}-\sum _{n=0}^{b}{\frac {1}{n!}}\right).}

Mostrem que la suposició per a l'absurd 
implica simultàniament que {\displaystyle 0<x<1} i que {\displaystyle x} és un nombre enter.
Això és impossible, i aquesta contradicció
estableix la irracionalitat de "e".
- Per a veure que x és un nombre enter, notem que

| {\displaystyle x\,} | {\displaystyle =b\,!\left({\frac {a}{b}}-\sum _{n=0}^{b}{\frac {1}{n!}}\right)=a(b-1)!-b\,!\cdot \sum _{n=0}^{b}{\frac {1}{n!}}} |
Ara, per a tot n tal que {\displaystyle 0\leq n\leq b}, hom veu que {\displaystyle b\,!} és divisible per a {\displaystyle n\,!}, ja que
{\displaystyle b\,!\cdot \sum _{n=0}^{b}{\frac {1}{n!}}} és un nombre enter positiu. Com a conseqüència, puix que {\displaystyle a\cdot (b-1)!\in {\mathbb {N} }} també, {\displaystyle x\in {\mathbb {Z} }}, és a dir, x és un nombre enter.
- Per a veure que x és un nombre positiu inferior a 1, notem que {\displaystyle x=b\,!\sum _{n=b+1}^{\infty }{\frac {1}{n!}}\quad } car

{\displaystyle x={\frac {1}{b+1}}+{\frac {1}{(b+1)(b+2)}}+{\frac {1}{(b+1)(b+2)(b+3)}}+\cdots }
{\displaystyle <{\frac {1}{b+1}}+{\frac {1}{(b+1)^{2}}}+{\frac {1}{(b+1)^{3}}}+\cdots ={\frac {1}{b}}\leq 1}
Aquí, la darrera suma és una sèrie geomètrica. Puix que no existeixen nombres enters positius més petits que 1, hem obtingut una contradicció. Això acaba la demostració.
Quod erat demonstrandum